# Demonax tenuiculus
Demonax tenuiculus är en skalbaggsart som beskrevs av Holzschuh 1991. Demonax tenuiculus ingår i släktet Demonax och familjen långhorningar. Inga underarter finns listade i Catalogue of Life.